# 瀑流 (佛教)
瀑流，又稱暴流、瀑駛流、駛流、流，佛教術語，為即煩惱、結縛之一。主要分為四種，即四瀑流，又稱四流：欲瀑流，有瀑流，見瀑流，無明瀑流。

## 概論
瀑流是一種強勁的水流，佛教用來比喻不善的煩惱，其力量強大，故名瀑流。《大毘婆沙論》以漂激，勝注，墜溺三義來解釋它。它與漏、軛有類似意義。
佛教認為，只有無所攀緣，無所住，精進而行，方可以渡過生死瀑流。